# Castlevania: Lament of Innocence
Castlevania: Lament of innocence, anche noto semplicemente come Castlevania (キャッスルヴァニア?, Kyassuruvania) in Giappone e in Europa, è un videogioco d'azione con visuale in terza persona per PlayStation 2, realizzato e distribuito da Konami nel 2003.
Lament of Innocence è cronologicamente il primo gioco della serie Castlevania. Ambientato nel 1094, si concentra sulle origini della serie: l'eterno conflitto tra i cacciatori di vampiri del clan Belmont e l'immortale vampiro Dracula. Lament of Innocence segue le vicende di Leon Belmont mentre perquisisce il castello di un vampiro alla ricerca della sua fidanzata rapita.
Lament of Innocence ha ricevuto recensioni generalmente per lo più positive: i critici hanno elogiato la storia, il gameplay, la musica e la grafica. Il gioco è stato però criticato per il level design ripetitivo e l'eccessivo backtracking.

## Trama
Il gioco narra delle origini della faida secolare tra la dinastia Belmont e Dracula, e segue le gesta di Leon Belmont, capostipite della dinastia Belmont. Egli ha la missione di il salvare Sara, la donna da lui amata, presa in ostaggio da Walter Bernhard, un sadico vampiro che dimora nel Castlevania, una magione situata nel bel mezzo di una foresta stregata.
Il gioco inizia con Leon che si precipita spasmodico verso la magione sopracitata, e viene fermato da Rinaldo, un vecchio uomo che vive da quelle parti, che mette in guardia il giovane uomo dai pericoli che corre addentrandosi nel maniero. Il vecchio dona a Leon l'arma principale del gioco, la Frusta Alchemica. Lo ringrazia e prosegue il suo cammino. Giunto all'ingresso principale del maniero però, Leon si accorge che il piano superiore dove dimora Walter è sbarrato da un incantesimo che può essere spezzato solo dopo aver abbattuto i cinque guardiani che costituiscono l'incantesimo. A Leon non resta altro da fare che esplorare il luogo, e trovare i guardiani. Prosegue verso una sala circolare costituita da cinque portali, conducenti ciascuno alle aree infestate dai guardiani.
La prima area è un luogo conosciuto come la "Casa dei Sacri Resti", una grande cappella funebre. Alla guardia di tale area, Leon trova il Parassita Non-morto, un'entità demoniaca dalle sembianze di una scolopendra, con il quale il guerriero si scontra. Sconfitta la creatura, Leon annulla il primo dei cinque sigilli, e ottiene una pietra blu investita di particolari poteri.
Giunge quindi alla volta della seconda area, il "Laboratorio dell'Anti-anima", una serie di stanze utilizzate per esperimenti di vario genere. Giacente in una sala in disparte, Leon trova il Golem, una rudimentale figura umanoide fatta di pietra, che però può essere attivata soltanto tramite un comando scolpito nella pietra, la parola "Emeth". Riuscito a trovare il pezzo mancante per attivare il comando, Leon ridesta la creatura, che si scaglia contro l'uomo. Leon riesce a mandarlo in frantumi dopo vari tentativi, ma quando la creatura sembra neutralizzata, il Golem si auto-assembla e riprende il suo attacco. Quindi Leon ha un secondo scontro con la creatura, che riesce a sconfiggere definitivamente, e alla sua dipartita, annulla il secondo dei cinque sigilli, ottenendo una sfera rossa.
La terza area presidiata dai guardiani sono i "Giardini dimenticati dal Tempo". A guardia di tale area c'è la gorgone Medusa, che alla sua morte rilascia una pietra viola, per poi recarsi nella quarta area, un acquedotto sotterraneo conosciuto come il Palazzo oscuro delle Cascate. L'area sopracitata presenta molte zone sbarrate dalla forte pressione dell'acqua corrente, e quindi Leon cerca un sistema per deviare i corsi d'acqua. Richiuso in una di queste aree, Leon trova un uomo, che si presenta e dice di chiamarsi Joachim Armster.
Tra i due inizia un dialogo, in cui Joachim spiega che deve la sua prigionia a Walter, che lui aveva cercato di eliminare senza successo. Durante il discorso Leon lo osserva attentamente e capisce che questi è un vampiro. Egli spiega che fu sconfitto a causa di un artefatto conosciuto come Pietra d'Ebano, Leon chiede cosa essa sia, ma per dargli tale risposta il vampiro evoca le sue spade, e lo esorta a battersi. Lo scontro volge a favore di Leon, e Joachim, come promesso, gli spiega le caratteristiche della pietra. Accenna ad un altro artefatto conosciuto come Pietra Cremisi, ma prima che possa rivelare altro, il corpo di Joachim si dissolve, rilasciando una pietra verde.
Leon torna da Rinaldo, che gli spiega che la Pietra d'Ebano fu creata da Walter con la scissione della "Pietra Filosofale". Tale artefatto gli ha conferito il potere di neutralizzare il sorgere del sole lungo le terre circostanti al Castlevania, che da allora sono sempre buie e per questo nominate Foresta dell'Eterna Notte. Il ragazzo torna al castello e giunge presso il Teatro Spettrale, dove trova Sara. Tuttavia, quando questa cerca di uccidere Leon, egli capisce che non si tratta della sua fidanzata, e la Succube si rivela nel suo vero aspetto. Leon la neutralizza e ottiene una pietra gialla.
Uccisi i cinque Guardiani il sigillo si spezza e Leon può raggiungere Walter, che lo attende. Leon intima al vampiro di liberare la ragazza ed egli gliela consegna senza opporre resistenza, per poi scomparire. La vicenda sembra concludersi e Leon porta Sara presso il rifugio di Rinaldo, ma la ragazza viene tramortita da una forza invisibile. Rinaldo spiega che c'è una barriera di protezione contro i vampiri attorno alla sua abitazione, e realizzano che Sara è stata morsa ed è in procinto di trasformarsi. Adirato, Leon vuole che Rinaldo crei per lui un'arma in grado di uccidere Walter. L'alchimista sfoglia i suoi libri e trova un incantesimo che possa forgiarla, tuttavia, per creare tale arma è necessario il sacrificio spontaneo di un vampiro. Sara si offre volontaria, contro il parere del fidanzato, ma questi capisce che non c'è altra soluzione, quindi uccide Sara e con la sua anima forgia l'arma che i Belmont si tramanderanno per generazioni: l'Ammazzavampiri.
Leon torna al castello e si batte con Walter, ora vulnerabile ai suoi colpi. Ucciso il vampiro, appare con gran sorpresa di Leon il suo migliore amico, Mathias. Egli spiega di essersi servito di Leon per sconfiggere Walter e intrappolare la sua essenza vampiresca entro la Pietra di Cremisi in modo da poter diventare egli stesso un vampiro e vendicarsi del genere umano, responsabile della morte della moglie.Mathias offre al suo migliore amico la possibilità della vita eterna,ma Leon, per il quale una vita eterna senza Sara non ha alcun senso, gli giura che avrebbe pagato per il suo gesto ma prima che possa intervenire, Mathias si dilegua e la Morte appare al cospetto di Leon. Egli la sconfigge, riporta il sole sul luogo che circonda il Castlevania e giura che egli e i suoi discendenti avrebbero perseguitato in eterno Mathias, che sarà riconosciuto a partire da quel momento come Dracula, scatenando la faida millenaria tra il clan Belmont e il Principe delle Tenebre, di fatto, questo gioco è il prequel di tutti i giochi Castlevania esistenti (finora) e pone l'inizio del conflitto tra la famiglia Belmont e il vampiri.

## Personaggi
Leon Belmont
Il capostipite della dinastia Belmont. È un giovane crociato che lascia temporaneamente la sua causa di guerriero per salvare Sara, la sua promessa sposa, rapita dal vampiro Walter Bernhard.
Walter Bernhard
Signore dei vampiri e padrone della magione della Foresta della Notte Eterna, Walter è un vampiro sadico ed efferato, solito a fare dei malcapitati ospiti della sua foresta il suo passatempo. Dotato di strabilianti poteri, grazie alla pietra D'ebano è diventato Invulnerabile a tutto salvo il potere di un'arma creata con l'anima di un vampiro
Sara Trantoul
La promessa sposa di Leon, che viene presa in ostaggio da Walter.
Trasformata in un vampiro si sacrificherà per creare l'unica arma in grado di uccidere Walter : L'ammazzavampiri
Rinaldo Gandolfi
Un alchimista che vive in solitudine in una capanna ai margini del Castlevania, allo scopo di aiutare chiunque giunge sul luogo per sconfiggere Walter. La faida tra Rinaldo e Walter nasce cinque anni prima, quando la figlia maggiore dell'alchimista fu vampirizzata da questi. Ella uccise in seguito la madre e il fratello, e Rinaldo fu costretto a ucciderla.
Zucca (Pumpkin)
Un personaggio sbloccabile dopo aver compiuto la modalità difficile ( "Crazy" ). Appare come una figura minuta buffa con la testa a forma di zucca, che combatte usando una frusta potenziata.
Mathias Cronqvist
Il compagno d'armi di Leon ai tempi in cui erano sotto un ordine ecclesiastico, nonché suo migliore amico. Si ammala di depressione dopo la morte prematura della moglie, e da allora non si hanno più sue notizie. Alla fine del gioco si scopre essere l'antagonista principale, poiché ha manipolato tutti in modo da diventare un vampiro con la pietra cremisi e vendicarsi dell'umanità assumendo il nome di Dracula
Morte
Un'entità soprannaturale al servizio di chiunque possieda la pietra cremisi e quindi subordinato diretto di Mathias. Sotto ordine del suo padrone si finge fedele a Walter in modo da rubarli l'anima quando sarebbe rimasto indebolito . Per ordine di Mathias attaccherà Leon diventando il boss finale del gioco
Elizabetha Cronqvist
La defunta moglie di Mathias, che perde la vita trucidata barbaramente durante una faida tra fazioni.
Joachim Armster
Un vampiro recluso da Walter nelle fondamenta del Castlevania, e quarto guardiano del Sigillo. In principio, Joachim era un crociato giunto insieme alla sua armata molti anni prima presso il Castlevania, con lo scopo di eliminare Walter. Egli fallì nell'impresa, i suoi soldati vennero tutti uccisi e lui, unico superstite, venne punito da Walter prima essendo trasformato in un vampiro, e poi rinchiuso a vita nelle fondamenta del castello. È un personaggio sbloccabile dopo aver terminato il gioco la prima volta, che combatte utilizzando delle spade fluttuanti.
La Succube (The Succubus)
Una vampira attraente e civettuola del quale non viene reso noto il vero nome, quinta guardiana del Sigillo, che attira le sue vittime assumendo l'aspetto delle persone da esse amate.
Medusa
Una gorgone e terza guardiana del Sigillo che abita i giardini del Castlevania.
Doppelganger
Un'entità generata da Walter con lo stesso aspetto e le stesse abilità di Leon.
Golem
Un enorme umanoide di pietra secondo guardiano del sigillo . Per rianimarlo è necessario comporre la parola "Emeth"
Il Dimenticato
Immenso demone creato dagli umani millenni fa e sigillato nella Prigione dell'Eterna Sofferenza (situata sotto il Castlevania) per via del suo tremendo potere. È un boss opzionale che se sconfitto darà un utile oggetto .

## Modalità di gioco
L'obiettivo di Lament of Innocence è guidare il protagonista Leon Belmont attraverso un castello pieno di mostri mentre cerca la sua amata rapita. Esso è esplorabile liberamente, e caratterizzato da numerosi enigmi, oggetti e stanze nascosti e boss. Una stanza collocata vicino all'ingresso del castello contiene i portali ai cinque ambienti principali, tutti accessibili sin dall'inizio. Dopo che Leon sconfigge tutti e cinque i boss, diviene possibile accedere all'area finale. È possibile acquistare oggetti di cura e potenziamenti in un negozio del castello, spendendo valuta di gioco.
Come arma principale, Leon utilizza la Frusta dell'Alchimia donatagli da un personaggio non giocante, il negoziante Rinaldo. Successivamente, Leon può acquisire altre tre fruste, ciascuna sorvegliata da un boss elementale. Verso la fine del gioco, la sua Frusta dell'Alchimia si trasforma nell'Ammazzavampiri, arma caratteristica della serie. Inoltre, Leon può combinare una delle cinque armi secondarie - un coltello, un'ascia, una croce, un cristallo e acqua santa - con una delle sette sfere per formare un attacco speciale. Nel corso del gioco, impara anche speciali tecniche e attacchi magici.
È possibile sbloccare due personaggi aggiuntivi: Pumpkin, una figura minuta con la testa a forma di zucca, e Joachim, un vampiro che è apparso in precedenza nel gioco come boss. Pumpkin usa la frusta di Leon come arma primaria e solo un'arma secondaria. Al contrario, Joachim usa cinque spade volanti come armi primarie, non dispone di un inventario e non può pertanto utilizzare le reliquie o acquistare oggetti dal negozio di Rinaldo. Tuttavia, Joachim ha accesso a due attacchi magici al posto delle armi secondarie.

## Sviluppo
Il produttore Koji Igarashi presentò Lament of Innocence all'Electronic Entertainment Expo del 2003. Lament of Innocence segnava la prima apparizione della serie su PlayStation 2 ed era il terzo titolo a fare uso di un formato tridimensionale (3D), dopo Castlevania per Nintendo 64 (1999) e Castlevania: Legacy of Darkness (1999). Il titolo del gioco in Giappone, Castlevania, rifletteva il fatto che Igarashi intendesse prendere Lament of Innocence come un nuovo punto di partenza per la serie. Immaginando il concetto del gioco come "stanze completamente connesse", Igarashi ritenne però che questo ostacolasse l'accessibilità della mappa e rendesse gli enigmi più difficili da risolvere. Scelse quindi di dividere la mappa in più sezioni separate per ciascuna area e "[ha tenuto] i puzzle contenuti all'interno di ciascuna area".
Mentre Igarashi "estendeva uno stile di gioco 2D in 3D", l'ambiente 3D si dimostrò molto diverso, con meno precisione. Secondo Igarashi, i giochi 2D si rivelarono più facili da creare, in quanto il giocatore poteva facilmente comprendere tutti gli elementi del gioco 2D, come la posizione del mostro e dove il personaggio del giocatore dovesse correre o attaccare. Nonostante questi compromessi, apprezzò il fatto che la grafica 3D avesse contribuito a creare un "ambiente basato sulla realtà" nei giochi.
Lament of Innocence continua lo stile iniziato in Symphony of the Night, con Ayami Kojima come illustratrice e Michiru Yamane come compositrice. Sebbene i titoli di Castlevania presentassero tipicamente molti arrangiamenti di musica apparsi nei giochi precedenti, Igarashi ne limitò il numero, in quanto si trattava del primo gioco in ordine cronologico della serie. Yamane ha fatto uso di una vasta gamma di stili, tra cui musica da ballo, assoli al pianoforte, arie strumentali e rock industriale.

## Pubblicazione
Il gioco è stato pubblicato il 21 ottobre 2003 in Nord America, il 27 novembre 2003 in Giappone e il 13 febbraio 2004 in Europa. Un'edizione limitata giapponese è stata pubblicata nello stesso periodo e conteneva un dipinto di Kojima, un calendario e un CD musicale. In Giappone, Lament of Innocence ha visto una riedizione sotto l'etichetta Konami Dendou Collection il 2 marzo 2006. Il gioco è stato distribuito per PlayStation Network il 18 giugno 2013.

## Accoglienza
Castlevania: Lament of Innocence è il primo capitolo dell'epica serie Castlevania su Playstation 2, per questo il gioco ha ottenuto valutazioni generalmente positive, attestandosi ad una media del 7.7. Le copie vendute totali sono state circa 98,000 https://www.vgchartz.com/game/325/castlevania-lament-of-innocence/faqs
La serie è sempre stata bidimensionale, quindi il ricorrere alle tre dimensioni può aver invalidato l'iniziale spinta delle vendite. Per promuovere Castlevania: Lament of Innocence in Giappone, Konami ha scelto la cantante J-Pop (pop giapponese) SONIM (per farle indossare l'abito di Leon Belmont e farla apparire in uno spot televisivo) come parte della loro campagna promozionale del gioco ("Whip of Love"). La musica J-POP non apparirà effettivamente nel gioco.